# VfL Wuppertal 12
Der VfL Wuppertal 12 (offiziell: Verein für Leibesübungen Wuppertal 12 e.V.) war ein Sportverein aus Wuppertal. Die erste Fußballmannschaft spielte drei Jahre in der höchsten niederrheinischen Amateurliga.

## Geschichte
Die Wurzeln des Vereins gehen bis in das Jahr 1912 zurück, als der SC Elberfeld gegründet wurde. Dieser Verein war im Arbeitersport aktiv und wurde im Jahre 1933 durch die Nationalsozialisten verboten. Zweiter Stammverein war die DJK Liga Elberfeld, die in der katholischen Sportbewegung Deutsche Jugendkraft involviert war. Nach dem Verbot der DJK-Vereine im Jahre 1934 wurde aus der DJK Liga der DSC Elberfeld. Zwei Jahre später fusionierte der DSC mit dem im Jahre 1861 gegründeten MTV Elberfeld zum VfL Wuppertal. Nach dem Ende des Zweiten Weltkrieges schlossen sich ehemalige Mitglieder der SC Elberfeld dem VfL an, der sich daraufhin VfL Wuppertal 12 nannte.
Sportlich waren die Vorgängervereine des VfL 12 bedeutungslos. Nach Kriegsende spielte die Mannschaft zwischen 1947 und 1949 kurzzeitig in der Bezirksklasse. Erst in den 1960er Jahren gelang der sportliche Durchbruch. Im Jahre 1960 gelang zunächst der Wiederaufstieg in die Bezirksklasse. Zwei Jahre später sorgte der VfL in der ersten Runde des Westdeutschen Pokals für Furore, als die Mannschaft den drei Ligen höher spielenden Wuppertaler SV mit 2:1 besiegte. In Runde zwei kam das Aus nach einer 0:7-Niederlage bei Bayer 04 Leverkusen. Nach Vizemeisterschaften 1962 und 1963 hinter dem Langenberger SV bzw. dem Wuppertaler SC gelang schließlich 1965 der Aufstieg in die Landesliga Niederrhein. Zwei Jahre später stiegen die Wuppertaler gar in die Verbandsliga auf und erreichten die höchste Amateurliga am Niederrhein. Nach einem fünften Platz im Jahre 1969 musste der VfL ein Jahr später absteigen. 1972 wurde die Mannschaft abgeschlagener Tabellenletzter und musste wieder zurück in die Bezirksklasse. Dort kam der VfL nicht mehr heraus und fusionierte im Jahre 1976 mit Germania Wuppertal zum SV Borussia Wuppertal.

## Persönlichkeiten
- Helmut Domagalla
- Ulrich Gelhard